# 泉茉里
泉 茉里（いずみ まり、1994年11月9日 - ）は、日本の女性アイドル・歌手。三重県名張市出身。

## 経歴
大阪市在住で京都府にある美術大学の学生であったが、2017年3月に上京した。
小学3年生からクラシックギターを始め、中学生でエレキギターも独学でマスターし、「茉里」名でソロアイドルとバンドを掛け持ちしていた。
音楽プロデューサーのサクライケンタと出会い、サクライから制作している楽曲の仮歌を依頼される。仮歌を歌ったMary Angelのライブを観に行き、自身もステージに立ってみたいと希望したことから、2011年10月、サクライプロデュースによるソロプロジェクト「いずこねこ」がスタート、現代音楽とポップスの融合で話題を集める。
高校3年生の3学期に「いずこねこ」の活動が学校に発覚して退学処分になりかけるが、「いずこねこ」の活動を気に入ってくれた大学に無事合格し、転校扱いということになった。
「いずこねこ」は、サクライのうつ病で活動を続けられる状態ではなくなり、2014年8月に活動終了。ただし、映画「世界の終わりのいずこねこ」（2015年3月公開）の制作は継続され、映画関連に限り「いずこねこ」名での活動は継続していた。
2014年7月、横浜アリーナで行われた「BiS解散LIVE『BiSなりの武道館』」で、元BiSのカミヤサキとユニット「プラニメ」（現「GANG PARADE」）の結成を発表。このときに名義を「ミズタマリ」とする。
2015年5月31日、意見の相違により「プラニメ」を脱退。
「ミズタマリ」はソロプロジェクトの名称となる。前年に「プラニメ」で出演したTOKYO IDOL FESTIVAL 2015や@JAM EXPO 2015などのイベントにはMCとして出演した。
2015年6月、「プラニメ」脱退を知った成田大致からのオファーを受け、音楽ユニット「夏の魔物」に覆面メンバー「ケンドー・チャン」として加入。8月21日の「夏の魔物×ブラックDPGメジャーデビュー記念イベント」で正体が「ミズタマリ」であることが明かされた。
2015年11月5日、瑞稀ミキ（現みきちゅ）、元TAKENOKO▲の篠原ゆり（現平野友里）と3人で「エムトピ」を結成。以降、ソロ活動と並行して「夏の魔物」「エムトピ」としても活動。
2017年1月6日、夏の魔物が「THE 夏の魔物」に改名するのに伴い、本名の「泉 茉里」で活動を行うことを発表。「ミズタマリ」名義のTwitterアカウントでも同日より「泉茉里」として活動することを報告。
2018年9月9日、大阪・味園ユニバースで行われた「夏の魔物2018 in OSAKA」をもって「THE 夏の魔物」から脱退。
2020年5月、(M)otocompoの活動を「封印」したDr.Usuiと絢屋順矢、VJ・名嘉真法久（エイプリルズ）とともにオンラインユニット「DISCOMPO with 泉茉里」を結成。
2020年11月3日、ツイッターにてナカムラリョウ（科楽特奏隊、元POLYSICS）との結婚を発表した。

## 出演

### テレビドラマ
- 浪速伝説トライオー2 ナニワベッコウ編（2016年7月2日 - 9月25日、BS12） - 河内イズミ 役

### ラジオ
- うたぐみPARTY（2013年10月10日 - 2014年3月20日、MBSラジオ）
- GIRLS♥GIRLS♥GIRLS =flying high= エムトピのゆとラジ!（2016年4月7日 - 6月30日、FM-FUJI）